# E.T. Sinh vật ngoài hành tinh
E.T. the Extra-Terrestrial là một phim điện ảnh khoa học viễn tưởng của Mỹ năm 1982 do Steven Spielberg đồng sản xuất và đạo diễn, với kịch bản viết bởi Melissa Mathison. Phim có những hiệu ứng đặc biệt của Carlo Rambaldi và Dennis Muren, có sự tham gia của Henry Thomas, Dee Wallace, Peter Coyote, Robert MacNaughton, Drew Barrymore và Pat Welsh. Nội dung phim nói về Elliott (Thomas), một cậu bé cô đơn kết bạn với một sinh vật ngoài hành tinh có tên là "E.T." đang mắc kẹt trên Trái Đất. Elliot và anh chị em của cậu đã giúp E.T. trở về hành tinh của mình, đồng thời cố gắng giấu sinh vật này tránh xa khỏi mẹ họ và chính phủ.
Tại Việt Nam phim được Công ty Trách Nhiệm Hữu Hạn Truyền thông Purpose mua bản quyền, lồng tiếng và phát sóng trên kênh HTV3 - DreamsTV vào ngày 10/11/2018.

## Diễn viên
- Dee Wallace vai Mary
- Henry Thomas vai Elliott
- Peter Coyote vai "Keys"
- Robert MacNaughton vai Michael
- Drew Barrymore vai Gertie
- Pat Welsh lồng tiếng cho E.T (không được công nhận)
- K. C. Martel vai Greg
- Sean Frye vai Steve
- C. Thomas Howell vai Tyler
- Erika Eleniak cô gái Elliott hôn

## Phòng vé
Tính tới thời điểm ra mắt năm 1982, nó được xếp vào một trong những hiện tượng phòng vé của điện ảnh thế giới. Với kinh phí đầu tư chỉ khoảng 10 triệu USD nhưng số tiền thu về lớn gấp nhiều lần. Năm 2002 bộ phim mang về tổng cộng 792.9 triệu USD trên toàn cầu, lớn gấp 80 lần số tiền bỏ ra

## Thành tựu
Bộ phim không chỉ thành công về mặt doanh thu mà còn thành công trong nhiều mặt khác. Ngoài ra bộ phim còn có 4 giải thưởng Oscar cùng với nhiều giải thưởng khác, tất cả nói lên bộ phim này đáng xem như thế nào.